# Tom Seidmann-Freud
Tom Seidmann-Freud, pseudonimo di Martha Gertrud Freud (Vienna, 17 novembre 1892 – Berlino, 7 febbraio 1930) è stata una pittrice e illustratrice austriaca di libri per bambini, fra i più importanti artisti di libri illustrati degli anni venti del Novecento in Germania.

## Biografia

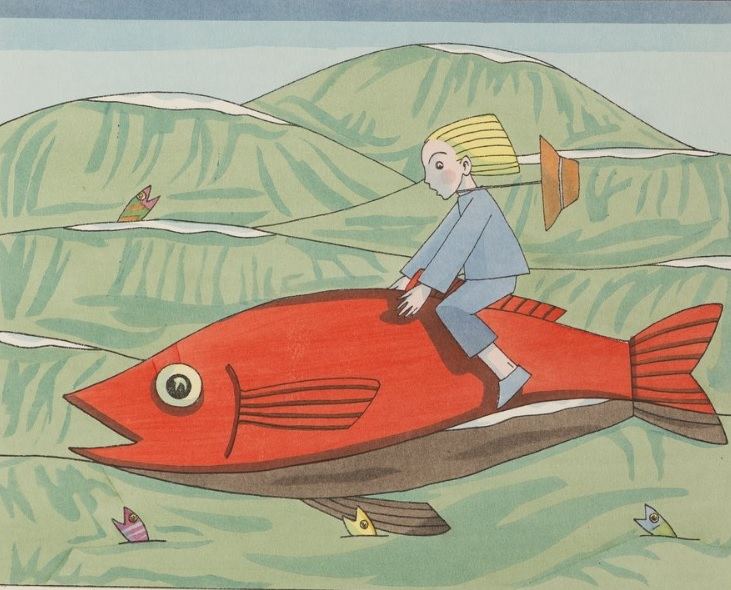
Die Fischreise, Tom Seidmann-Freud, 1923

Martha Gertrud Freud nacque a Vienna il 17 novembre 1892, terzogenita di Marie 'Mitzi' Freud, una delle sorelle dello psicoanalista Sigmund Freud, e di Maurice (Moritz) Freud, di nazionalità rumena, cugino di secondo grado e marito di Mitzi.
Nel 1898 la famiglia si trasferì a Berlino, dove il padre gestiva un'attività di import-export di tappeti. All'età di 15 anni Martha scelse di farsi chiamare con il nome maschile di Tom, che usò come nome d'arte (Tom Freud), ma i motivi di tale scelta non sono chiari. La figlia dello psicanalista, Anna Freud, in una lettera del 1980 scrisse: «Era una ragazza estremamente dotata, ma odiava essere una donna e quindi cambiò il suo nome in uno maschile». I nipoti di Tom, gestori del suo archivio, ritengono invece che tale scelta sarebbe stata motivata dal desiderio dell'artista di non essere ostacolata nella carriera a causa del suo genere.

### Formazione
Nel 1910 Tom Freud studiò per sei mesi arte a Londra, dove spesso accompagnava il padre nei suoi viaggi d'affari, specializzandosi in acquerello. Durante il periodo londinese produsse, in stile Art Nouveau, Wölkchen (Nuvoletta, 1910) e Der Garten des Leidens (I giardini del dolore, 1911), il primo dedicato al fratellino, il secondo al cinquantesimo compleanno della madre.
Tornata a Berlino si iscrisse alla Scuola d'Arte applicata del Museo delle arti decorative, dedicandosi alla lavorazione del legno, della pietra e del rame, sperimentando la grafica, il disegno e la pittura decorativa.

### Inizio carriera

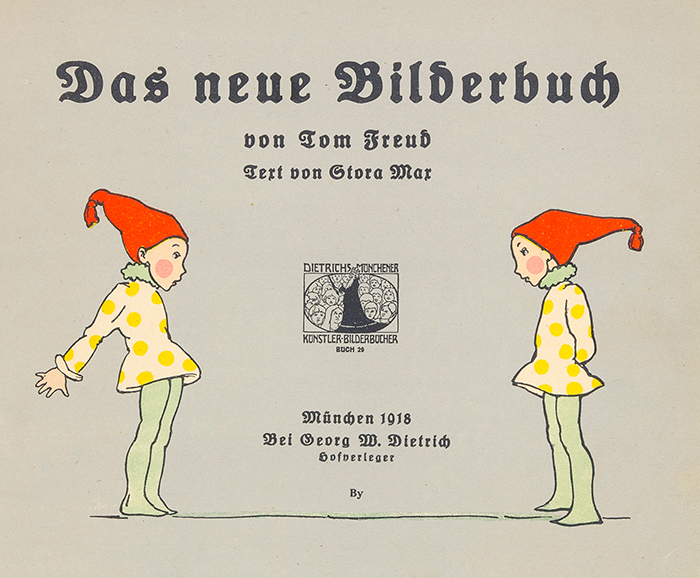
Tom Freud, Das neue Bilderbuch, 1918

Nel 1914 pubblicò la sua prima opera, Baby-Liederbuch, con gli editori Reuß e Pollack, un libro per bambini di cui era autrice sia del testo che delle illustrazioni. Queste, su sfondi monocromatici e suggestioni liberty, si presentavano prive di abbellimenti, essenziali.
Durante la prima guerra mondiale rimase a Berlino, dove nel 1918 pubblicò Das neue Bilderbuch (Il nuovo libro illustrato), con testi di Stora Max, tradotto nel 1919 in svedese e nel 1920 in olandese.
Nel dicembre del 1918 si trasferì a Monaco, dove viveva Lilly, la sorella maggiore, sposata dal 1917 con Arnold Marlé, un attore austriaco originario della Boemia. Nella città bavarese Tom entrò in contatto con il circolo di artisti e intellettuali ebrei del tempo, fra cui l'editore Salman Schocken, il filosofo Walter Benjamin, il poeta Shmuel Yosef Agnon; con quest'ultimo avviò il progetto, rimasto irrealizzato, di un sillabario ebraico illustrato. Gershom Scholem scrisse di lei: "È pittorescamente brutta ma rasenta il genio".
Nel 1920, sulla base del "decreto sull'immigrazione e il soggiorno" degli stranieri emanato dal nuovo governo conservatore, in quanto cittadina rumena venne espulsa dalla Baviera. Tornata a Berlino nel giugno 1920, si trasferì nell'appartamento dei genitori, e venne colpita qualche mese dopo dal lutto per la morte del padre.

### Anni venti - trenta

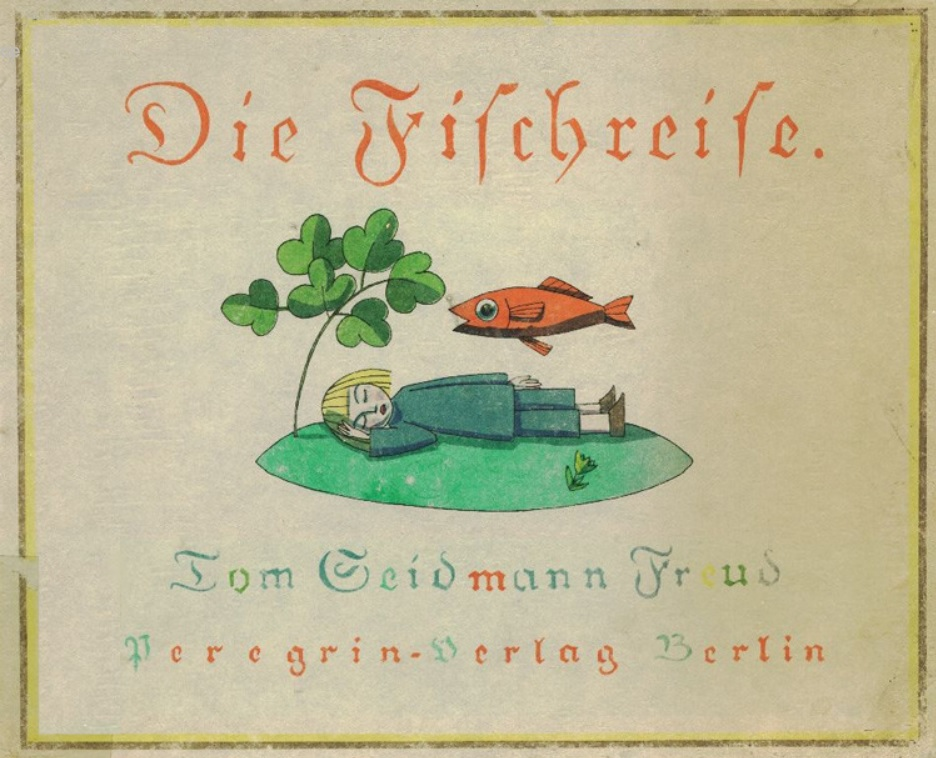
Tom Seidmann-Freud, Die Fischreise, copertina dell'edizione 1923

Nel 1921 Tom illustrò con dieci tavole a colori il libro Kleine Märchen (Piccole storie), una raccolta di fiabe di Hans Christian Andersen, dei Fratelli Grimm e di Ludwig Bechstein, poi tradotto in russo e in ebraico. Nello stesso anno sposò il giornalista e scrittore Jakob 'Yankel' Seidmann, con cui ebbe una figlia, Angela. La coppia si stabilì nel quartiere di Charlottenburg, il centro dell'industria editoriale ebraica.
Nel 1922 illustrò il libro David the Dreamer. His Book of Dreams, dell'umorista, saggista e poeta per bambini statunitense Ralph Bergengren, pubblicato a Boston, in cui veniva raccontato il sogno di un ragazzino dall'aspetto androgino della festa del terzo compleanno del suo cane.
Nell'agosto dell'anno successivo il fratello minore di Martha, Theodor, cui era molto legata, morì annegato mentre faceva il bagno a Mäckersee, a nord di Berlino. Il viaggio sul pesce (Die Fischreise, 1923), la fiaba per bambini che gli dedicò, aveva per protagonista Peregrin, un bambino che in sogno, dopo aver viaggiato in groppa ad un pesce rosso, raggiungeva un luogo utopico e felice, posto sotto il mare e abitato da bambini, dove non esistevano né conflitti né povertà. Ricco di simbolismo ebraico, il libro rivelava una "stretta familiarità con il mondo dei sogni e del subconscio", mentre il suo stile espressionista astratto e la bidimensionalità delle illustrazioni lo avvicinava alle opere di Klee e Feininger.

#### Libri illustrati in ebraico
Nel circolo di intellettuali da loro frequentati, Tom e il marito conobbero Hayim Nahman Bialik, uno dei più importanti poeti e traduttori ebraici dell'epoca, con cui nel luglio del 1922 fondarono una casa editrice, chiamata Ophir, che intendeva promuovere traduzioni ebraiche di libri di narrativa per bambini. Il primo libro tradotto in ebraico fu il libro di Tom Seidmann-Freud Das Buch der Dinge. Ein Bilderbuch für ganz kleine Kinder (Sefer ha-dewarim, trad.: Il libro delle cose. Un libro illustrato per bambini piccolissimi, 1922), seguito da Kleine Märchen (Esser Sihot Liy ' ladim, trad.: Piccole storie, 1921) e Die Fischreise (Masa HaDag, trad.: Il viaggio sul pesce, 1923).
Per le edizioni in ebraico e russo Tom Seidmann-Freud creò delle nuove illustrazioni, che segnalano l'avvio di un cambiamento stilistico; le influenze dello Jugendstil lasciano il passo ad elementi stilistici essenziali e geometrici vicini alla Nuova Oggettività, all'avanguardia e al Bauhaus. Una certa trasformazione si riscontra anche nei contenuti, con la proposta di testi più orientati verso l'ebraismo e il socialismo, e un maggiore approfondimento dell'approccio pedagogico.
La collaborazione con Bialik si concluse nel 1924, quando questi lasciò la Germania per Tel Aviv senza versare alla società le quote inizialmente pattuite, e con all'attivo solo tre delle sei traduzioni previste dal contratto.

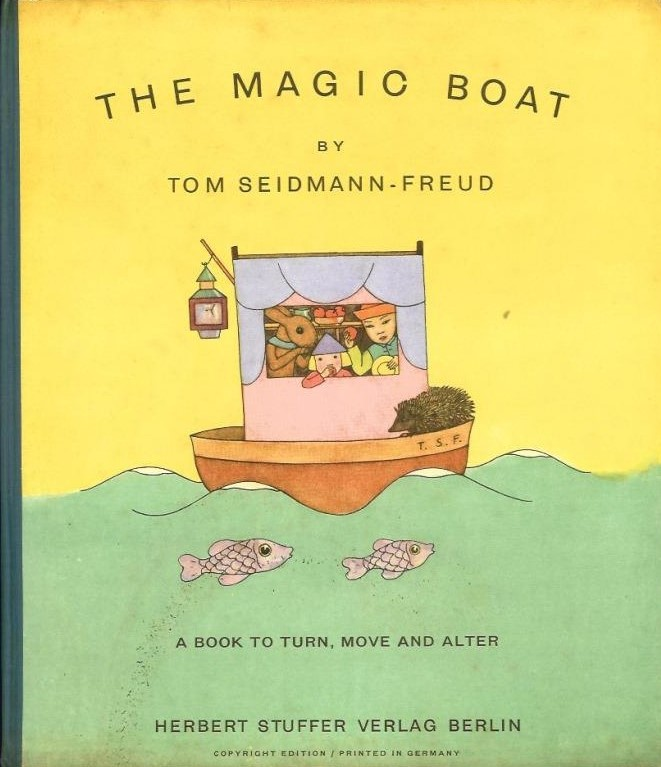
Tom Seidmann-Freud, The Magic Boat (Das Zauberboot), 1935

#### Peregrin Verlag
Dopo la rottura con Bialik, i Seidmann-Freud continuarono l'attività con la loro casa editrice, che si occupò soprattutto di traduzioni di filosofi religiosi ebrei. Il suo nome, Peregrin era lo stesso del protagonista de Il viaggio sul pesce; in latino Peregrinus significa "straniero", un titolo usato durante l'Impero Romano per identificare i sudditi privi della cittadinanza romana.
Dopo aver pubblicato Die Fischreise, nel 1924 Tom realizzò Buch der Hasengeschichten (Libro delle storie dei conigli, 1924), che raccoglieva dodici fiabe di antiche leggende provenienti da tutto il mondo, ma soprattutto dall'Africa, con illustrazioni a colori realizzate con la tecnica pouchoir, usando insieme stencil e pittura ad acquerello. Il collezionista di libri Will Schofield definì il Buch Der Hasengeschichten "stranamente apocalittico".

#### Collaborazione con Herbert Stuffer
Nel 1927 Seidmann-Freud iniziò a collaborare con l'editore berlinese Herbert Stuffer, con il quale pubblicò nuovi libri di giochi animati per bambini, come Das Wunderhaus (La casa delle meraviglie, 1927) e Das Zauberboot (La barca magica, 1929), una raccolta di poesie, storie, puzzle e giochi interattivi, costituiti da parti mobili e illustrazioni con linguette interattive e rotelline girevoli, progettate per "deliziare e sorprendere" i lettori e renderli attivamente partecipi.

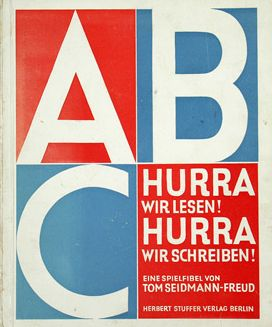
Tom Seidmann-Freud, Hurra, wir lesen! Hurra wir schreiben!

La complessa opera Das Buch der erfüllten Wünschel (Il Libro dei desideri esauditi, 1929) pubblicata da Müller & Kiepenheuer a Potsdam, dodici storie di stampo surrealista, ricche di implicazioni simboliche, con protagonisti dei bambini i cui desideri per magia si avveravano, si rivelò invece un fiasco editoriale. In tre anni ne furono vendute solo 65 copie sulle oltre 3500 stampate e lo stesso editore in una lettera del 1932 confessò che genitori e figli lo rifiutavano; nell'enciclopedia Brockhaus del 1967 venne riportato che il libro manifestava l'«intrusione di pensieri psicoanalitici».

### Morte
Questo fu l'ultimo libro pubblicato in vita da Tom Seidmann-Freud. Nell'ottobre del 1929 il marito, la cui casa editrice viveva da tempo una grave crisi finanziaria, sopraffatto dai debiti, si suicidò. Tom cadde in una forte crisi depressiva. Smise di nutrirsi, venne ricoverata in un ospedale, ma non si riprese. Morì suicida, per un'overdose di sonniferi, all'età di 37 anni, il 7 febbraio 1930.
Venne sepolta con il marito nel cimitero ebraico di Berlino-Weissensee.
Nel periodo 1930-1932 vennero pubblicati postumi dall'editore Stuffer quattro manuali di gioco, sillabari interattivi realizzati dall'autrice e da lei seguiti fino a pochi giorni prima della sua morte: Hurra, wir lesen! Hurra wir schreiben! Spielfibel, Hurra, wir rechnen! (Urrà, leggiamo, scriviamo, contiamo! Guida al gioco), che intendevano servire di aiuto ai bambini nelle attività di lettura e scrittura, divertendoli e sollecitando la loro fantasia. Questi libri illustrati, testimoni della ricchezza artistica, dell'adattabilità e della produttività creativa di Tom, riscossero un grande successo. Vennero ristampati più volte e ricevettero il plauso di Walter Benjamin, appassionato collezionista di libri per l'infanzia: in alcuni articoli pubblicati sul Frankfurter Zeitung del 1930 e 1931 il filosofo tedesco ne lodò l'innovazione e la genialità.

## Riscoperta dell'autrice e delle sue opere

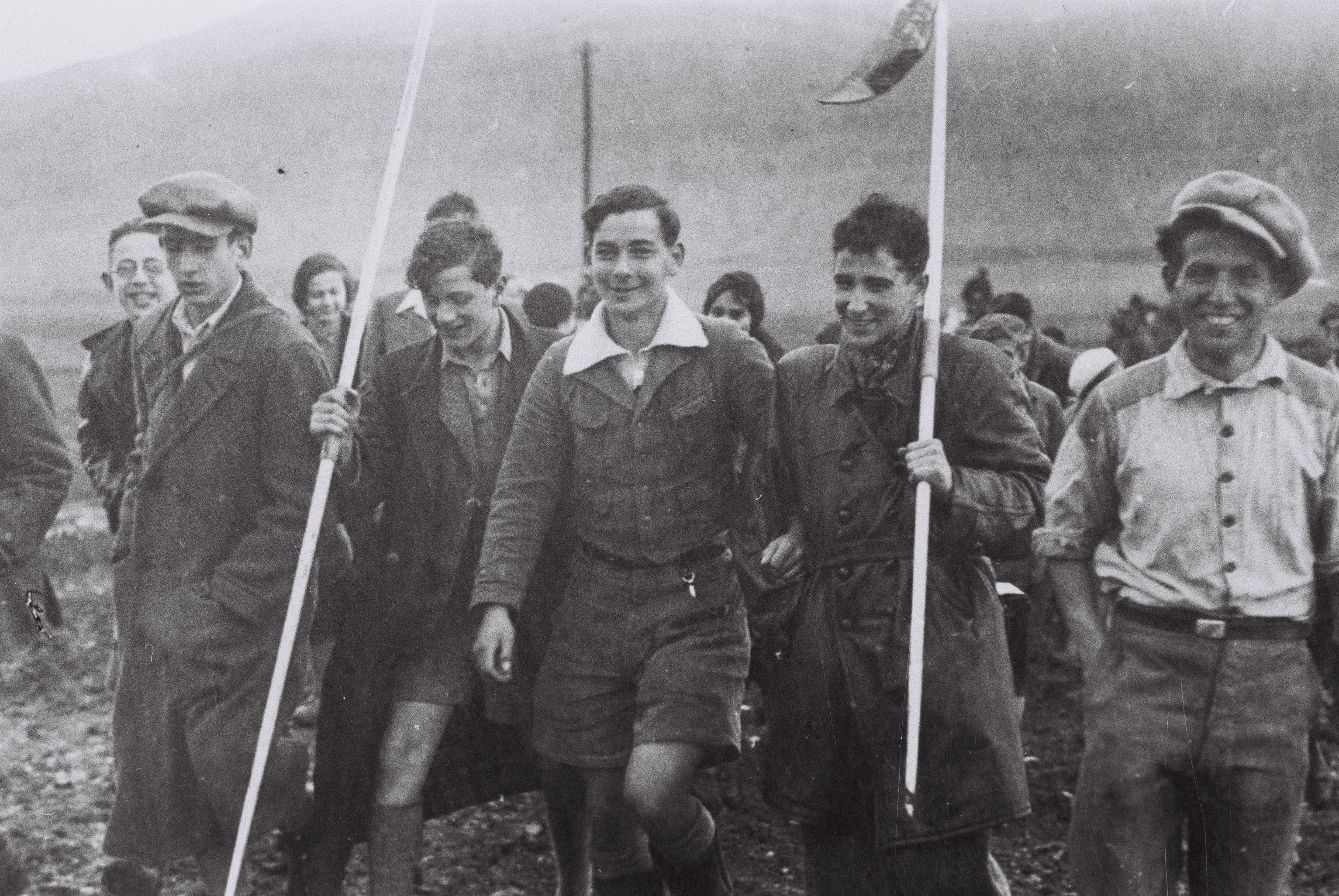
Il primo gruppo tedesco di giovani Aliyah diretto verso il kibbutz Ein Harod, 1934

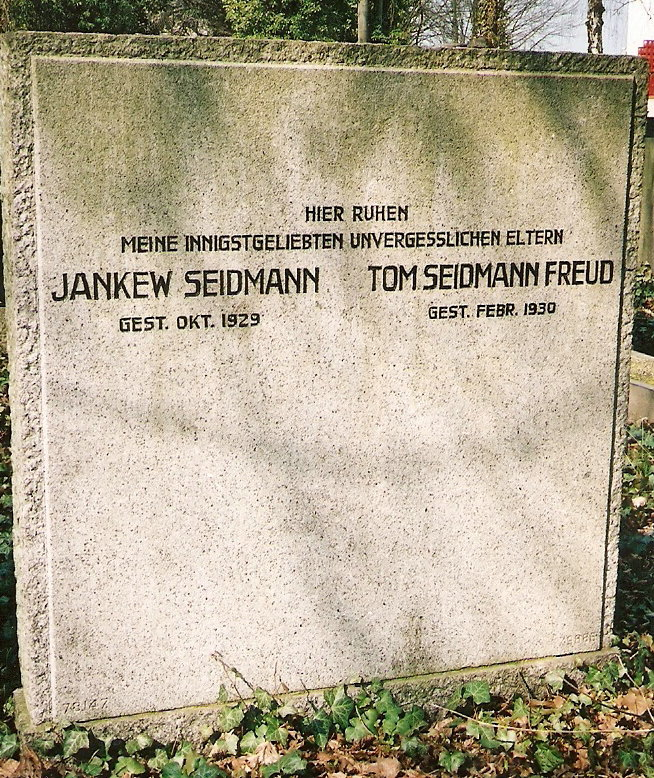
Lapide di Tom Seidmann-Freud e del marito nel cimitero ebraico di Berlino-Weißensee

Molti dei libri di Seidmann-Freud furono in gran parte distrutti e bruciati dai nazisti, insieme a quelli dello zio e di numerosi altri scrittori ed artisti ebrei. Dopo la seconda guerra mondiale la sua opera fu del tutto dimenticata.
Dell'archivio dei suoi scritti, disegni e appunti, non si seppe nulla per decenni. Inizialmente conservato dalla sorella Lilly, alla sua morte venne recapitato alla figlia di Tom, Angela, che Lilly e il marito avevano adottato quando era rimasta orfana e che, nel marzo 1939, all'età di diciassette anni, forte delle sue convinzioni sioniste, era emigrata in Palestina con l'organizzazione ebraica "Youth Aliyah". Dalle persecuzioni naziste non sarebbe riuscita a salvarsi la nonna Mitzi Freud, madre di Tom, che morì nel 1942 nel campo di sterminio di Treblinka.
Awiwa (Angela) Harari, dopo essersi stabilita in Israele, trovò lavoro come infermiera e si costruì una nuova famiglia; negli anni ottanta del Novecento venne contattata dalla ricercatrice e collezionista tedesca di libri per bambini Barbara Murken, interessata a raccogliere informazioni su Tom Seidmann-Freud, dopo essere stata profondamente colpita da alcune sue illustrazioni. Scoperta l'esistenza dell'archivio posseduto da Awiwa e avutone accesso, Murken con la pubblicazione dei suoi studi avrebbe contribuito a far riemergere dall'oblio la figura di una delle illustratrici e autrici di libri per bambini più note della Repubblica di Weimar.

## Opere
- Das Wölkchen (inedito, 1910)
- Die Gärten des Leides (inedito, 1911)
- Das Baby-Liederbuch, illustrazioni e versi di Tom Freud, Berlin, Reuß & Pollack, 1914
- Das neue Bilderbuch, di Tom Freud, testo di Stora Max, München, Georg W. Dietrich, 1918
- Kleine Märchen, illustrazioni di Tom Freud, Ludwigsburg, O.u.M. Hausser, 1921
- David the Dreamer. His Book of Dreams, Testo di Ralph Bergengren, illustrazioni di Tom Freud, Boston, The Atlantic Monthly Press, 1922
- Das Buch der Dinge. Ein Bilderbuch für ganz kleine Kinder, Berlin, Mauritius, 1922
- Die Fischreise. Ein Bilderbuch, Berlin, Peregrin Verlag, 1923; Peregrin and the Goldfish: a picture book, Berlin, Peregrin, 1929 (ed. inglese)
  - Il viaggio sul pesce, Milano, Topipittori, 2017, ISBN 9788898523733
- Buch der Hasengeschichten. Ein Bilderbuch, Berlin, Peregrin Verlag, 1924
- Das Wunderhaus. Ein Bilderbuch zum Drehen, Bewegen und Verwandeln, Berlin, Stuffer Verlag, 1927
- Das Zauberboot. Ein Bilderbuch zum Drehen, Bewegen und Verwandeln, Berlin, Stuffer Verlag, 1929
- Buch der erfüllten Wünsche. Ein Bilderbuch, Postdam, Müller & Kiepenheuer Verlag, 1929

### Pubblicazioni postume
- Hurra, wir lesen! Hurra, wir schreiben! Eine Spielfibel [Spielfibel Nr. 1] , Berlin, Stuffer Verlag, 1930
- Spiel-Fibel N.. 2, Berlin, Stuffer Verlag, 1931
- Hurra, wir rechnen! Spielfibel N. 3 , Berlin, Stuffer Verlag, 1931
- Hurra, wir rechnen weiter! Spielfibel N. 4, Berlin, Stuffer Verlag, 1932

## Mostre
Nel 1984 si è svolta la prima mostra delle opere di Tom Seidmann-Freud presso l'Institute for Youth Book Research di Francoforte.
Nel 2012 uno dei suoi libri è stato scelto per la mostra organizzata al MoMa di New York, Century of the Child: Growing by Design, 1900–2000.
Nel 2017 durante la 14° manifestazione d'arte contemporanea Documenta svoltasi a Kassel sono stati esposti i libri illustrati di Tom Seidmann-Freud.
Alcuni suoi libri, che facevano parte della Biblioteca di Sigmund e Anna Freud, sono conservati nel museo Freud di Londra, altri al Museo Ebraico di Berlino.

## Riconoscimenti
Dal 2008 la città di Tel Aviv consegna ai genitori dei nuovi nati, come regalo di benvenuto, un libro di poesie per bambini di Chaim Nachman Bialik, con otto illustrazioni di Tom Seidmann-Freud. Alcune di queste sono inedite e provengono dal lascito della figlia, Aviva Harari, nata Angela Seidmann.